# Lucio Aurelio Avianio Simmaco
Lucio Aurelio Avianio Simmaco signo Fosforio (in latino Lucius Aurelius Avianius Symmachus signo Phosphorius; ... – 376) è stato un politico romano di epoca imperiale.

## Biografia
Figlio di Aurelio Valerio Tulliano Simmaco, console del 330, Avianio Simmaco fu il padre di Quinto Aurelio Simmaco, importante personaggio della fine del IV secolo; ebbe anche una figlia e altri tre figli, tra cui Celsino Tiziano. Era un senatore pagano, e fu membro di diversi collegi sacerdotali, come i Pontefices Vestae e i Quindecimviri sacris faciundis (dal 351 al 375).
Fu Prefetto dell'annona tra la fine del 339 e gli inizi del 340, e successivamente fu Vicarius urbis Romae.
Nel 361 fu inviato dall'imperatore Costanzo II ad Antiochia di Siria, dove forse conobbe l'oratore Libanio: probabilmente il Senato romano aveva voluto assicurare all'imperatore la propria fedeltà dopo aver ricevuto la lettera del cugino, cesare e auto-proclamato imperatore Giuliano; a ogni modo, Simmaco e il collega Valerio Massimo ritornarono dalla missione passando per Nassus, dove Giuliano li accolse con tutti gli onori.
Nel 364–365 esercitò la carica di praefectus urbi di Roma, sotto l'imperatore romano Valentiniano I. Da prefetto restaurò l'antico pons Agrippae sul Tevere (costruito sul luogo del moderno ponte Sisto), che prese il nome di pons Valentiniani; Simmaco finanziò anche una sontuosa festa pubblica per l'inaugurazione del ponte. Un'iscrizione che celebra il restauro è ancora presente sul ponte. Ammiano Marcellino dà un giudizio lusinghiero del suo mandato.
La sua casa si trovava sulla riva destra del Tevere, a Trastevere, e fu bruciata dalla plebe durante una sommossa nel 367. Ammiano Marcellino racconta che la causa della rivolta fu la diceria, messa in giro da un plebeo, che Simmaco avesse affermato, durante il proprio mandato di prefetto, che avrebbe preferito piuttosto «estinguere col suo vino le fornaci di calce, anziché venderlo al prezzo che la plebe sperava»; la folla inferocita, dimenticando la prosperità avuta sotto la prefettura di Simmaco, gli mise a fuoco la casa trasteverina. Avianio abbandonò la città a seguito di questa offesa causata dall'«invidia», che cercò di sanare componendo un'opera letteraria. In seguito, però, i plebei cambiarono idea e si misero a sostenerlo, chiedendo la punizione dei facinorosi; Simmaco tornò a Roma dietro insistenza del Senato, che ringraziò il 1º gennaio 376; i senatori, anche quelli cristiani, lo proposero al nuovo imperatore Graziano come Console e Prefetto del pretorio per il 377.
Aviano Simmaco morì nel 376, da console designato; l'anno successivo fu onorato di una statua dorata, eretta per decreto imperiale dietro richiesta del Senato, il 29 aprile.

## Cultura
Aviano Simmaco è descritto dal figlio come un avido lettore di ogni genere di letteratura. Compose anche un numero limitato di epigrammi di modesta qualità stilistica e letteraria su membri dell'epoca di Costantino I, tra i quali quelli dedicati ad Amnio Anicio Giuliano e Lucio Aradio Valerio Proculo.
Tra i suoi corrispondenti vi fu Vettio Agorio Pretestato, come Simmaco esponente dell'aristocrazia senatoriale pagana.
Arnaldo Momigliano ha proposto di identificarlo con l'anonimo prefetto oggetto dell'invettiva anti-pagana contenuta nel Carmen contra paganos.